# Najwyższa Komisja Atestacyjna
Najwyższa Komisja Atestacyjna (ros. Высшая аттестационная комиссия, ВАК) – instytucja państwowa przyznająca stopnie kandydata nauk i doktora nauk oraz tytuły naukowe. Organizacja powstała w ZSRR i nadal istnieje zarówno w Rosji, jak i w szeregu krajów na obszarze postradzieckim. W Rosji nosi nazwę „Najwyższa Komisja Atestacyjna przy Ministerstwie Edukacji i Nauki Federacji Rosyjskiej" (ros. ВАК при Минобрнауки РФ). W Związku Radzieckim Najwyższa Komisja Atestacyjna została założona w 1932 roku i rozpoczęła swoją działalność w 1934 roku , ucieleśniając stalinowski model nauki.